# Val-de-Travers (district)
Val-de-Travers is een voormalig district van het kanton Neuchâtel. De hoofdplaats was Môtiers in de gemeente Val-de-Travers. De districten van Neuchâtel werden op 31 december 2017 opgeheven.
Tot het district behoorden de volgende gemeenten:
| Gemeentenaam     | Inwoners (31/12/2004) | Oppervlakte (km²) |
| ---------------- | --------------------- | ----------------- |
| La Côte-aux-Fées | 505                   | 12,85             |
| Les Verrières    | 731                   | 28,68             |
| Val-de-Travers   | 10.864                | 124,94            |